# 威尔逊山天文台
威尔逊山天文台（英語：Mount Wilson Observatory）位于美国加利福尼亚州帕萨迪纳附近的威尔逊山，距离洛杉矶约32公里，海拔1742米，是1904年在美国天文学家喬治·海爾的领导下，由卡耐基华盛顿研究所建立的，首任台长是海爾。他在就任时将叶凯士天文台的一架40英寸（1.01米）口径的望远镜带到这里。此外该天文台拥有一台口径为2.5米（100英寸）的望远镜和一台口径为1.5米（60英寸）的望远镜，以及一架高150英尺太阳望远镜。1969年，为纪念美国天文学家海爾，威尔逊山天文台和帕洛马山天文台合并成为海爾天文台。目前威尔逊山天文台由加州大学洛杉矶分校和南加州大学合作管理。此外，佐治亚州立大学的高分辨率天文中心（CHARA）也位于这里。

## 60英寸海爾望远镜
1896年，海爾的父亲送了他一塊60英寸的玻璃，它有7.5英寸厚，重860千克。但一直到1904年海爾才获得卡耐基研究所的基金来建造一座天文台。1905年望远镜镜面开始研磨，这个工程一共持续了两年。望远镜的构架是在旧金山建造的，1906年的大地震中它几乎被毁。将这些材料和零件运送到威尔森峰是一个艰巨的任务。为了将它们运到山顶还建造了一台专门的电气拖拉机。1908年12月8日这架望远镜正式启用，是当时世界上最大的望远镜，光谱分析、视差测量、星云观测和测光等天文学领域成为世界领先的设备。在九年后胡克望远镜的口径超过它之前，它是世界上最大的望远镜。1992年海爾望远镜上安装了一台早期的自适应光学设施，使它的分辨本领从0.5-1.0角秒提高到0.07角秒。

## 100英寸胡克望远镜
海爾在建台后立刻着手开始建造更大的望远镜，约翰·D·胡克与卡耐基研究所一起提供了资金。1906~1908年作为镜面的玻璃完工。在克服了巨大困难后100英寸望远镜于1917年11月1日开始使用。
为了提供平稳的运行，这架望远镜的液压系统中使用液态的水银。1919年阿尔伯特·迈克耳孙为这架望远镜装了一个特殊装置：一架干涉仪，这是光学干涉装置首次在天文学上得到应用。迈克耳孙可以用这台仪器精确地测量恒星（如參宿四）的大小和距离。亨利·诺里斯·罗素使用胡克望远镜的数据制定了他对恒星的分类。
埃德温·哈勃使用这架100英寸望远镜完成了他的关键的计算。他确定许多所谓的“星云”实际上是银河系外的星系。在米尔顿·赫马森的帮助下他认识到星系的红移说明宇宙在膨胀。
1948年，加州理工学院与卡耐基研究所一同在帕洛马山天文台建造了一架5.08米（200英寸）口径的望远镜，结束了胡克望远镜作为世界最大的望远镜的历史。1986年胡克望远镜停用，1992年安装了自适应光学系统后又开始运用。在此后数年中，胡克望远镜又成为世界上分辨率最高的望远镜。今天这个地位虽然被其他望远镜取代，但它仍然是20世纪最重要的科学仪器之一。